# Kopaczów

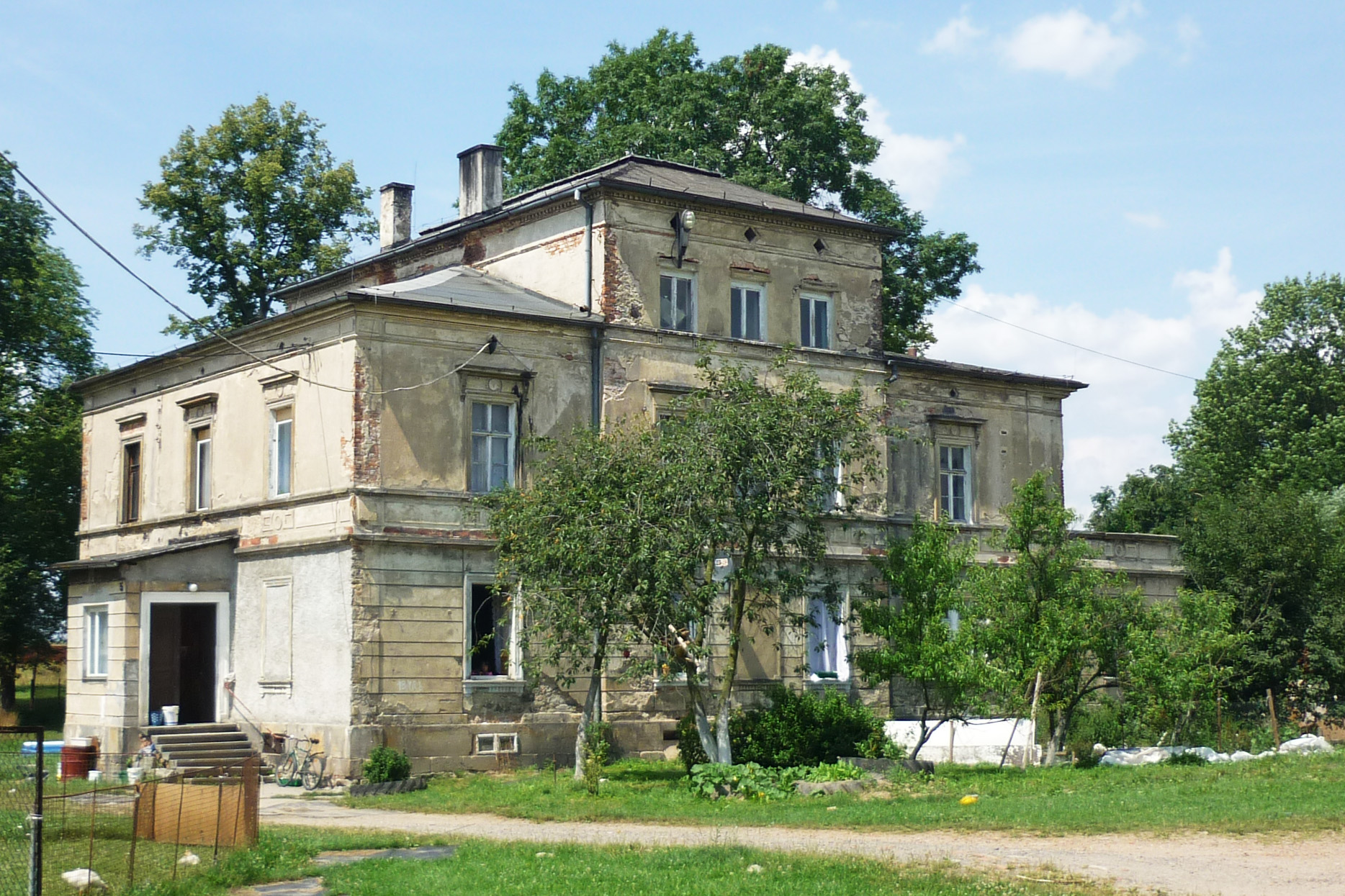
Dwór w Kopaczowie

Kopaczów (niem. Oberullersdorf, czes. Kopačov) – wieś w południowo-zachodniej Polsce, w województwie dolnośląskim, w powiecie zgorzeleckim, w gminie Bogatynia, około 5 km na wschód od Żytawy.

## Położenie
Kopaczów to wieś o długości około 1,4 km leżąca na Pogórzu Izerskim, na prawym brzegu potoku Lubota, na wysokości około 285–295 m n.p.m.

## Przynależność administracyjna
Tworzy de facto jeden organizm z należącą do Czech miejscowością Oldřichov na Hranicích, będącą formalnie częścią Hrádka nad Nisou. Granicę między nimi częściowo wyznacza niewielki potok Lubota, częściowo zaś biegnie ona główną ulicą wsi, ul. Główną.
Podział historycznego Ullersdorfu sięga XVI wieku, kiedy część północna (dzisiejszy Kopaczów) należała do państwa frydlanckiego, natomiast południowa – grafensteińskiego. W 1635 r. Łużyce Górne, do których zaliczono część północną (południowa była w Czechach), zostały przez austriackiego cesarza Ferdynanda II jako wyraz wdzięczności za zawarcie pokoju podarowane Saksonii. Mimo to wieś przez następne wieki funkcjonowała jako jedna całość, rzeczywisty podział nastąpił dopiero wraz z regulacją granicy austriackiej w roku 1849. Podział ten zachowano mimo zmian terytorialnych z 1945 r. (przyłączenie Kopaczowa do Polski).
W latach 1975–1998 miejscowość należała administracyjnie do województwa jeleniogórskiego.

## Przesiedlenia i nazwa
Ludność obu części tworzą powojenni migranci, autochtonicznych mieszkańców (narodowości niemieckiej) wysiedlono po II wojnie światowej. Ponadto nazwa Kopaczów – w przeciwieństwie do Oldrzychowa – została sztucznie nadana w tym samym okresie i nie ma nic wspólnego z historycznym brzmieniem Ullersdorf / Vlrici villa.

## Zabytki
Do wojewódzkiego rejestru zabytków wpisane są:
- Kościół św. Józefa w Kopaczowie, ewangelicki, obecnie rzymskokatolicki z XVIII w.
- cmentarz ewangelicki, obecnie rzymskokatolicki, przy kościele, z XVII-XIX w.

inne
- dom, ul. Główna 40, nad bramą wjazdową płaskorzeźba przedstawiająca wóz z woźnicą zaprzężony w konie. Nad nią kartusz z herbem von Scholze. Po prawej stronie płycina z napisem F.R.Scholze. Erbauet 1909[6][7]